# NGC 3499
NGC 3499 ist eine linsenförmige Galaxie vom Hubble-Typ S0-a im Sternbild Großer Bär am Nordsternhimmel. Sie ist schätzungsweise 72 Millionen Lichtjahre von der Milchstraße entfernt.
Das Objekt wurde am 17. April 1789 von Wilhelm Herschel entdeckt.